# Taccola

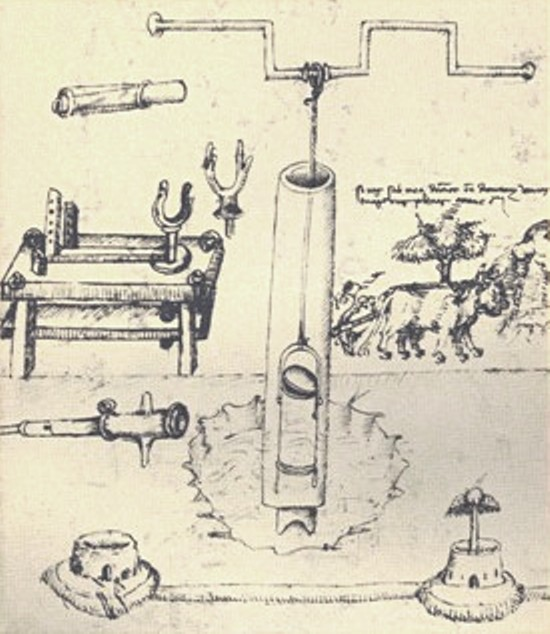
Primera representación europea de una bomba hidráulica, por Taccola.

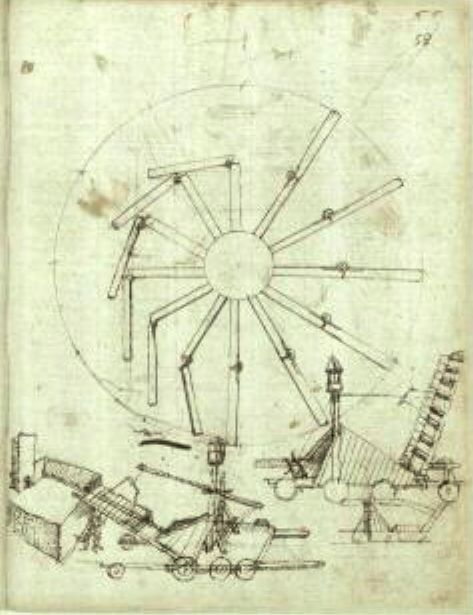
Rueda balanceada y máquinas de guerra, por Taccola.

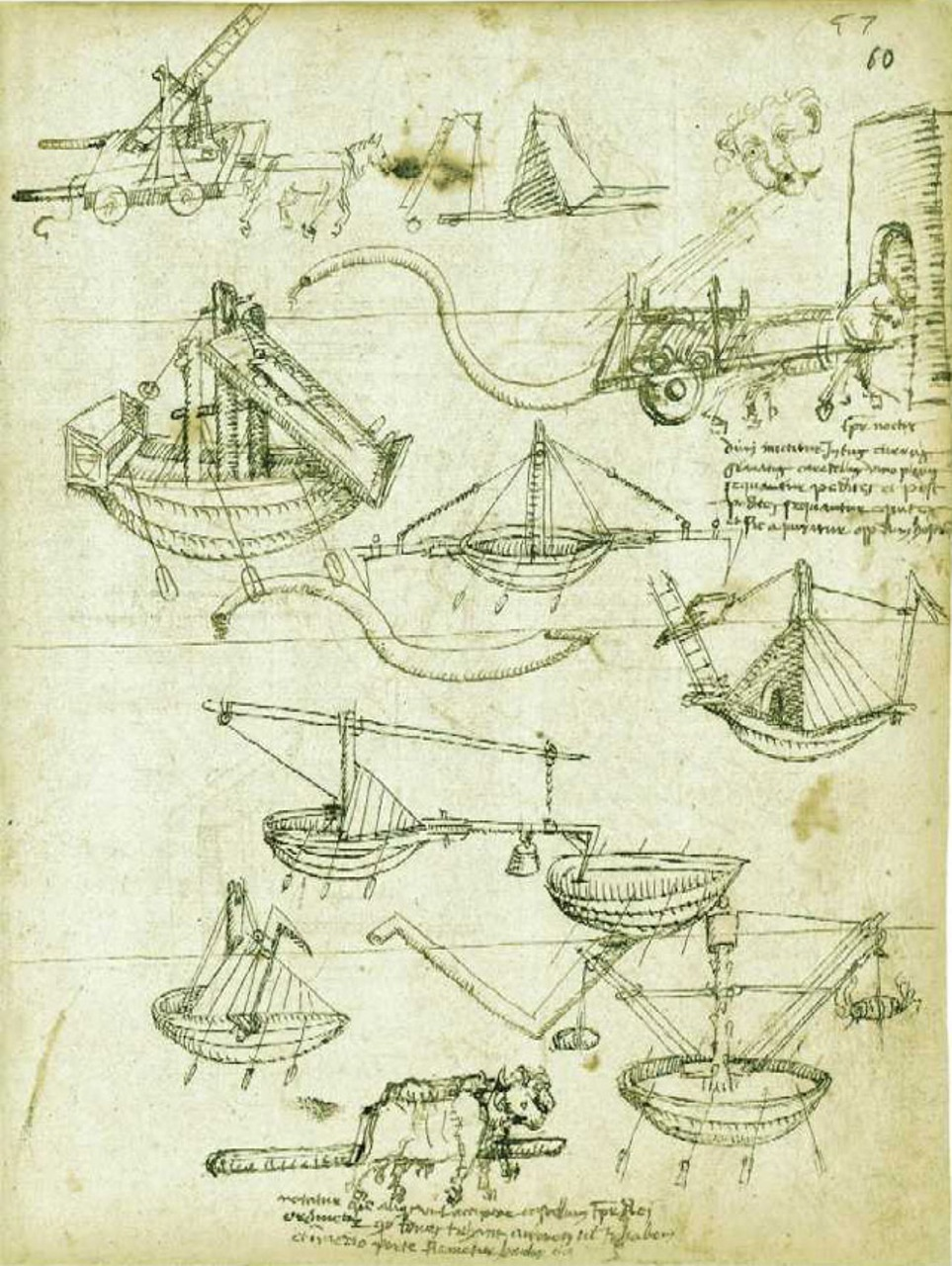
Máquinas, por Taccola, De ingeneis.

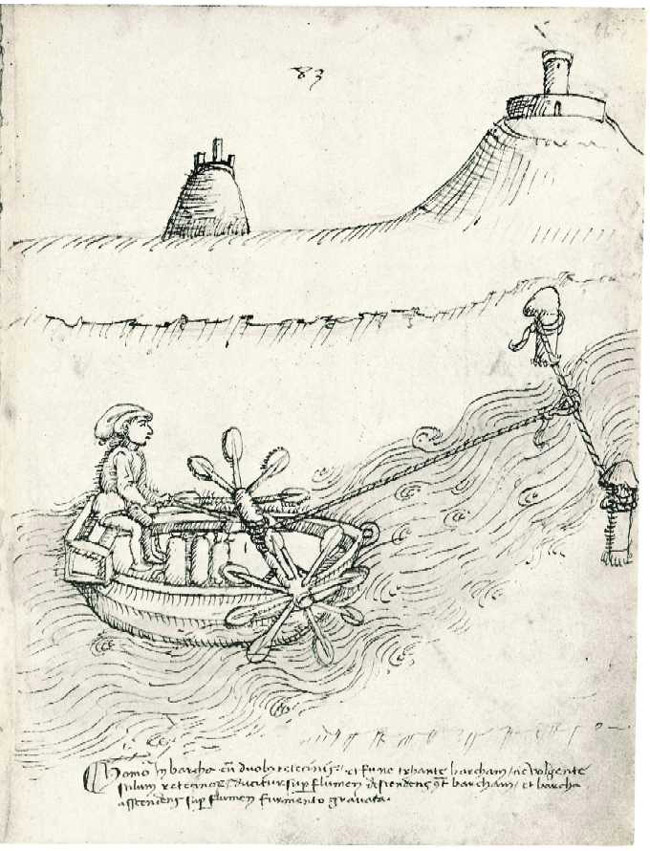
Sistema de barco, por Taccola, De machinis (1449).

Mariano di Jacopo (1382 - 1453), llamado Taccola ("Cuervo"), fue un administrador, artista e ingeniero Italiano de principios del Renacimiento. Taccola es conocido por sus tratados tecnológicos llamado De ingeneis y De machinis, que contaba con dibujos anotados de una amplia gama de máquinas y dispositivos innovadores. El trabajo de Taccola fue ampliamente estudiado por otros ingenieros y artistas renacentistas, entre ellos Francesco di Giorgio, y quizás incluso Leonardo da Vinci. Por sus conocimientos que abarcan diversas disciplinas es considerado un polímata.

## Vida y carrera
Mariano Taccola nació en Siena en 1382. Se sabe muy poco sobre sus primeros años de formación o aprendizaje. Como adulto, ejerció una carrera muy variada en Siena, trabajando en diversos trabajos como notario, secretario de Universidad, escultor, superintendente de caminos e ingeniero hidráulico. En la década de 1440, Taccola se retiró de sus posiciones oficiales, recibiendo una pensión del estado. Es conocido por unirse a la orden fraterna de San Jacomo en 1453 y murió probablemente alrededor de esa fecha.

## Trabajo y estilo
Taccola escribió dos tratados, el primero es De ingeneis (En cuanto a motores), comenzó la escritura de sus cuatro tomos a principios de 1419. Si bien completó los escritos en 1433, Taccola continuó modificando sus dibujos y anotaciones en De ingeneis hasta cerca de 1449. Ese mismo año, Taccola publicó su segundo manuscrito, De machinis (En cuanto a máquinas), en el que reiteró y avanzó muchos de los dispositivos planteados en su primer tratado.
Dibujando con tinta negra en papel y acompañado de anotaciones escritas a mano, Taccola presenta en su trabajo una multitud de 'dispositivos ingeniosos' en ingeniería hidráulica, molienda, construcción y maquinaria de guerra. Los dibujos de Taccola lo muestran como un hombre de transición: si bien el tema del que se ocupa coincide con los analizados por los artistas-ingenieros del Renacimiento, su método de representación todavía posee muchos elementos de la ilustración manuscrita medieval.
Notablemente, con algunos elementos de perspectiva no siempre correctos en sus dibujos, Taccola parecía desconocer de la revolución que estaba en desarrollo en la pintura con respecto a la perspectiva. Esto es lo más curioso, ya que es el único hombre conocido que entrevistó al 'padre de la perspectiva lineal', Filippo Brunelleschi.  A pesar de estas inconsistencias gráficas, el estilo de Taccola ha sido descrito como contundente, auténtico, y usualmente apropiado para captar lo esencial.